# Pyresa
Pyresa, acrónimo de Periódicos y Revistas Españolas. Servicio de Agencia, fue una agencia de información española.

## Historia
Fue creada en 1945, como una agencia de información de la cadena de Prensa del Movimiento. Desde su creación, la agencia distribuía sus servicios a los más de 40 diarios de la Prensa del Movimiento, así como otros medios ideológicamente adscritos al franquismo. La agencia contó con su propia redacción, con una extensa red de corresponsales nacionales e internacionales, y con un «gabinete» que elaboraba la línea editorial de todo lo que se publicaba y seleccionaba a los que serían articulistas de la misma. Durante casi 40 años Pyresa y la Agencia EFE fueron las dos agencias de información con las que contó el estado. Tras el final de la Dictadura franquista y la disolución de la Prensa del «Movimiento», Pyresa pasó a integrarse en la estructura del organismo Medios de Comunicación Social del Estado (MCSE). La agencia fue clausurada en junio de 1979 por razones político-sindicales. La agencia era usada por los trabajadores como medio de coordinación sindical entre las plantillas de todos los periódicos de la cadena en el momento en que el gobierno de la UCD iniciaba el desmantelamiento de la prensa pública.